# Alicia Homs Ginel
Alicia Homs Ginel (nascida em 1993) é uma política espanhola que foi eleita deputada ao Parlamento Europeu em 2019.

## Educação e início de carreira
Nascida em 15 de outubro de 1993 em Palma de Maiorca, ela formou-se em Ciências Políticas e Gestão Pública na Universidade Autónoma de Barcelona.
Homs posteriormente trabalhou como assessora técnica do Ministério Regional do Trabalho das Ilhas Baleares.

## Carreira política
Homs, que concorreu em 17.º lugar na lista do Partido Socialista dos Trabalhadores da Espanha para as eleições de 2019 para o Parlamento Europeu na Espanha, foi eleitoa deputada do Parlamento Europeu. Para além das suas atribuições nas comissões, faz parte do Intergrupo do Parlamento Europeu para a Deficiência. e o Intergrupo do Parlamento Europeu para os mares, rios, ilhas e zonas costeiras.